# William Harris (tennis)
Pour les articles homonymes, voir William Harris et Harris.
William Harris, né le 14 janvier 1947 à West Palm Beach, est un ancien joueur de tennis américain.

## Palmarès

### Titre en simple
|   | Date       | Nom et lieu du tournoi      | Cat.       | ($) | Surf.        | Finaliste  | Score         |         |
| 1 | 07/07/1968 | Cincinnati Open, Cincinnati | Grand Prix |     | Terre (ext.) | Tom Gorman | 3-6, 6-2, 6-2 | Tableau |

### Finale en simple
|   | Date | Nom et lieu du tournoi            | Cat. | ($) | Surf.      | Vainqueur   | Score                   |         |
| 1 | 1966 | Cincinnati tournament, Cincinnati |      |     | Dur (ext.) | David Power | 7-5, 3-6, 0-6, 6-1, 6-2 | Tableau |